# Pacificagrion
Pacificagrion är ett släkte av trollsländor. Pacificagrion ingår i familjen dammflicksländor.
Kladogram enligt Catalogue of Life:
| Pacificagrion | \| \| Pacificagrion dolorosa \| \| \| \| \| \| Pacificagrion lachrymosa \| \| \| \| |
|               | \| \| Pacificagrion dolorosa \| \| \| \| \| \| Pacificagrion lachrymosa \| \| \| \| |
|               | Pacificagrion dolorosa                                                              |
|               |                                                                                     |
|               | Pacificagrion lachrymosa                                                            |
|               |                                                                                     |